# L'incomparabile Crichton
L'incomparabile Crichton  (The Admirable Crichton) è un film del 1957 diretto da Lewis Gilbert.

## Trama
Nel 1905, William Crichton è il perfetto maggiordomo al servizio del conte di Loam, nella sontuosa residenza londinese della famiglia. Crichton osserva scrupolosamente le rigide gerarchie della società inglese, anche quando il suo datore di lavoro, animato da idee progressiste, insiste nel trattare i domestici da pari durante un tè pomeridiano. L’esperimento si rivela disastroso e suscita l’ira della rigida Lady Brocklehurst, come anche l’imbarazzo dello stesso Crichton. Quando Lady Catherine, una delle figlie del conte, viene arrestata durante una protesta delle suffragette, Crichton suggerisce di allontanarsi da Londra e attendere che lo scandalo si plachi viaggiando sullo yacht di famiglia, la Bluebell. Tuttavia, una tempesta colpisce l’imbarcazione e, in seguito all’esplosione dei motori, tutti sono costretti ad abbandonarla. Crichton riesce a salvare Eliza, detta "Tweeny", una giovane domestica, ma i due si ritrovano sull’imbarcazione riservata agli aristocratici, insieme al conte, alle sue figlie Mary, Agatha e Catherine, al vicario Treherne e all’eccentrico Ernest Woolley. 
I naufraghi approdano su un’isola deserta, dove l’incompetenza della nobiltà si scontra con la praticità di Crichton, l’unico in grado di garantire la sopravvivenza. Mentre l’ex maggiordomo si assume gradualmente la guida del gruppo, l’equilibrio sociale si capovolge. Gli ex padroni si adattano alla nuova realtà, servendo Crichton, mentre i sentimenti si complicano: sia Tweeny che Lady Mary sono innamorate di lui, e anche gli altri uomini non sono immuni al fascino della giovane domestica. Sull’isola si forma una nuova società, fondata sull’efficienza e il merito, ma la comparsa improvvisa di una nave all’orizzonte costringe tutti a interrogarsi sul valore delle convenzioni e sulla possibilità di un ritorno alla vita precedente. Crichton dovrà scegliere tra l’amore, l’indipendenza e il peso della civiltà.